# Perognathus fasciatus
Perognathus fasciatus és una espècie de mamífer rosegador de la família dels heteròmids. És endèmica de les Grans Planes de Nord-amèrica (Canadà i Estats Units). Es tracta d'un animal solitari que s'alimenta de llavors i, possiblement, insectes al principi de l'estiu. Els seus hàbitats naturals són els serrats àrids i semiàrids, els herbassars secs i les planes d'inundació. És una espècie en risc mínim, és a dir, no sembla que hi hagi cap amenaça significativa per a la seva supervivència.